# 시에라 마드레의 황금 (영화)
《시에라 마드레의 황금》(영어: The Treasure of the Sierra Madre)은 1948년 개봉한 미국의 모험, 서부극 영화이다. 존 휴스턴이 감독과 각본을 맡았으며 B. 트라번의 동명 소설이 영화의 원작으로, 원작 내용에 충실하게 제작되었다고 평가받는 작품이다. 미국 외에서 로케이션 촬영된 할리우드 초기 영화들 중 하나이다.
악전고투의 노력이 무(無)로 돌아간다는 휴스턴 감독이 즐기는 테마가 단적으로 표현된 작품이다. 이 감독의 특색이었던 하드보일드적인 연출이 잘 살려져 있는 점에서도 그의 대표작이라고 말하기에 족하다. 세 사람 다 각각 다른 성격을 대조시키면서 서스펜스를 높이며, 돕스가 욕심을 점점 크게 품어가는 모습을 내리끊는 듯한 터치로 리얼하고도 강렬하게 그려내고 있다. 보가트와 감독의 아버지 월터 휴스턴의 호연(好演)도 성공의 기둥이 되었다.
1948 아카데미 감독상·각색상·남우조연상 수상작이자 1948 골든 글로브상 극영화 부문 작품상 수상작이며, 1990년 미국 국립영화등기부에 등재되었다.

## 줄거리
멕시코의 거리 탐피코에서 먹고 살 수 없게 된 미국의 중년남자 돕스(보가트)는 황금찾기 작업에 착수했던 노인(老人) 하워드(월터 휴스턴)와 젊은 한패인 카아틴(팀 홀트) 등 세 사람과 함께 시에라 마드레 산 속으로 들어가 고생 끝에 겨우 금을 발견한다. 채굴한 금이 쌓임에 따라 돕스는 욕심이 커지고, 하산(下山)해서 멕시코인 부락에 머무르는 하워드와 작별하게 되자 카아틴을 사살하고 금을 독차지한다. 하지만 산적(山賊)의 습격을 받고 살해된다. 아슬아슬하게 목숨을 건진 카아틴이 하워드와 함께 현장으로 달려와 보니 금은 모래폭풍 때문에 사방으로 흩어져 버려서 흔적도 안 보인다.

## 출연

### 주연
- 험프리 보가트

### 조연
- 월터 휴스턴
- 팀 홀트
- 브루스 베네트
- 바톤 맥레인
- 알폰소 베도야

## 기타
- 미술: 존 휴즈